# Menaces (film, 1934)
Pour les articles homonymes, voir Menace.
Pour plus de détails, voir Fiche technique et Distribution.
Menaces (Menace) est un film américain réalisé par Ralph Murphy, sorti en 1934.

## Fiche technique[1]
- Titre original : Menace
- Titre français : Menaces
- Réalisation : Ralph Murphy
- Scénario : Anthony Veiller et Chandler Sprague d'après le roman de Philip MacDonald
- Producteur : Bayard Veiller
- Photographie : Ben F. Reynolds
- Société de production : Paramount Pictures
- Pays de production : États-Unis
- Format : Noir et blanc - 1,37:1
- Genre : policier
- Date de sortie : 1934

## Distribution
- Gertrude Michael : Helen Chalmers
- Paul Cavanagh : Leonard Crecy
- Henrietta Crosman : Sybil Thornton
- John Lodge : Ronald Cavendish
- Ray Milland : Freddie Bastion
- Berton Churchill : Norman Bellamy
- Halliwell Hobbes : Skinner
- Robert Allen : Andrew Forsythe
- Forrester Harvey : Wilcox
- Montagu Love : Inspecteur de police
- Arletta Duncan (en) : Gloria Chalmers